# Feytiat
Feytiat (okzitanisch Festiac) ist eine französische Stadt im Département Haute-Vienne in der Region Nouvelle-Aquitaine mit 6.174 Einwohnern (Stand: 1. Januar 2022). Sie gehört zum Arrondissement Limoges und ist Mitglied im Gemeindeverband Communauté urbaine Limoges Métropole. Die Bewohner werden Feytiacois und Feytiacoises genannt.

## Geografie
Feytiat liegt im Limousin im Großraum Limoges, durch die die RD 979, einer der Pilgerwege nach Santiago de Compostela (Via Lemovicensis) und der Fernwanderweg GR 4 führen. Die nächstgelegene größere Stadt ist Limoges, die etwa sechs Kilometer nordwestlich liegt. Sie liegt am Flüsschen Valoine, einem Nebenfluss der Vienne. Die Auxette, ein weiterer Nebenfluss der Vienne, bildet auf einem kurzen Abschnitt die natürliche Grenze zur Nachbargemeinde Panazol.
Umgeben wird Feytiat von den sieben Nachbargemeinden:
|          | Panazol                                     | Saint-Just-le-Martel |
| Limoges  | Kompassrose, die auf Nachbargemeinden zeigt | Aureil               |
| Le Vigen | Boisseuil                                   | Eyjeaux              |

## Bevölkerungsentwicklung
| Feytiat: Einwohnerzahlen von 1793 bis 2016                                                                                 | Feytiat: Einwohnerzahlen von 1793 bis 2016 | Feytiat: Einwohnerzahlen von 1793 bis 2016 | Feytiat: Einwohnerzahlen von 1793 bis 2016 | Feytiat: Einwohnerzahlen von 1793 bis 2016 |
| --- | ------------------------------------------ | ------------------------------------------ | ------------------------------------------ | ------------------------------------------ |
| Jahr |                                            |                                            |                                            | Einwohner                                  |
| 1793 | 1793                                       |                                            | 824                                        | 824                                        |
| 1800 | 1800                                       |                                            | 711                                        | 711                                        |
| 1806 | 1806                                       |                                            | 721                                        | 721                                        |
| 1821 | 1821                                       |                                            | 739                                        | 739                                        |
| 1831 | 1831                                       |                                            | 895                                        | 895                                        |
| 1836 | 1836                                       |                                            | 894                                        | 894                                        |
| 1841 | 1841                                       |                                            | 960                                        | 960                                        |
| 1846 | 1846                                       |                                            | 1.056                                      | 1.056                                      |
| 1851 | 1851                                       |                                            | 1.122                                      | 1.122                                      |
| 1856 | 1856                                       |                                            | 1.138                                      | 1.138                                      |
| 1861 | 1861                                       |                                            | 1.135                                      | 1.135                                      |
| 1866 | 1866                                       |                                            | 1.233                                      | 1.233                                      |
| 1872 | 1872                                       |                                            | 1.225                                      | 1.225                                      |
| 1876 | 1876                                       |                                            | 1.237                                      | 1.237                                      |
| 1881 | 1881                                       |                                            | 1.217                                      | 1.217                                      |
| 1886 | 1886                                       |                                            | 1.282                                      | 1.282                                      |
| 1891 | 1891                                       |                                            | 1.302                                      | 1.302                                      |
| 1896 | 1896                                       |                                            | 1.312                                      | 1.312                                      |
| 1901 | 1901                                       |                                            | 1.303                                      | 1.303                                      |
| 1906 | 1906                                       |                                            | 1.308                                      | 1.308                                      |
| 1911 | 1911                                       |                                            | 1.301                                      | 1.301                                      |
| 1921 | 1921                                       |                                            | 1.232                                      | 1.232                                      |
| 1926 | 1926                                       |                                            | 1.243                                      | 1.243                                      |
| 1931 | 1931                                       |                                            | 1.201                                      | 1.201                                      |
| 1936 | 1936                                       |                                            | 1.212                                      | 1.212                                      |
| 1946 | 1946                                       |                                            | 1.250                                      | 1.250                                      |
| 1954 | 1954                                       |                                            | 1.325                                      | 1.325                                      |
| 1962 | 1962                                       |                                            | 1.315                                      | 1.315                                      |
| 1968 | 1968                                       |                                            | 1.590                                      | 1.590                                      |
| 1975 | 1975                                       |                                            | 2.941                                      | 2.941                                      |
| 1982 | 1982                                       |                                            | 3.591                                      | 3.591                                      |
| 1990 | 1990                                       |                                            | 4.430                                      | 4.430                                      |
| 1999 | 1999                                       |                                            | 5.299                                      | 5.299                                      |
| 2006 | 2006                                       |                                            | 5.634                                      | 5.634                                      |
| 2011 | 2011                                       |                                            | 6.004                                      | 6.004                                      |
| 2016 | 2016                                       |                                            | 6.131                                      | 6.131                                      |
| Quelle(n): EHESS/Cassini bis 1999, INSEE ab 2006 Anmerkung(en): Ab 1962 offizielle Zahlen ohne Einwohner mit Zweitwohnsitz |                                            |                                            |                                            |                                            |

## Sehenswürdigkeiten
Wahrzeichen der Stadt ist das Château du Mas Cerise aus dem 18. Jahrhundert, das sich heute in städtischem Besitz befindet.
Das Schloss Laugerie datiert aus dem 17./18. Jahrhundert und ist seit 1979 in Teilen als Monument historique eingeschrieben.
Feytiat besitzt ferner die romanische Pfarrkirche Saint-Léger, Saint-Clair mit Ursprüngen aus dem 12. Jahrhundert, die nach der Revolution und im 20. Jahrhundert verändert wurde. Sie birgt zahlreiche Ausstattungsgegenstände, die in der Base Palissy gelistet und teilweise als Monument historique der beweglichen Objekte eingeschrieben sind. Apsis und Chor der Kirche sind seit 1988 als Monument historique eingeschrieben.

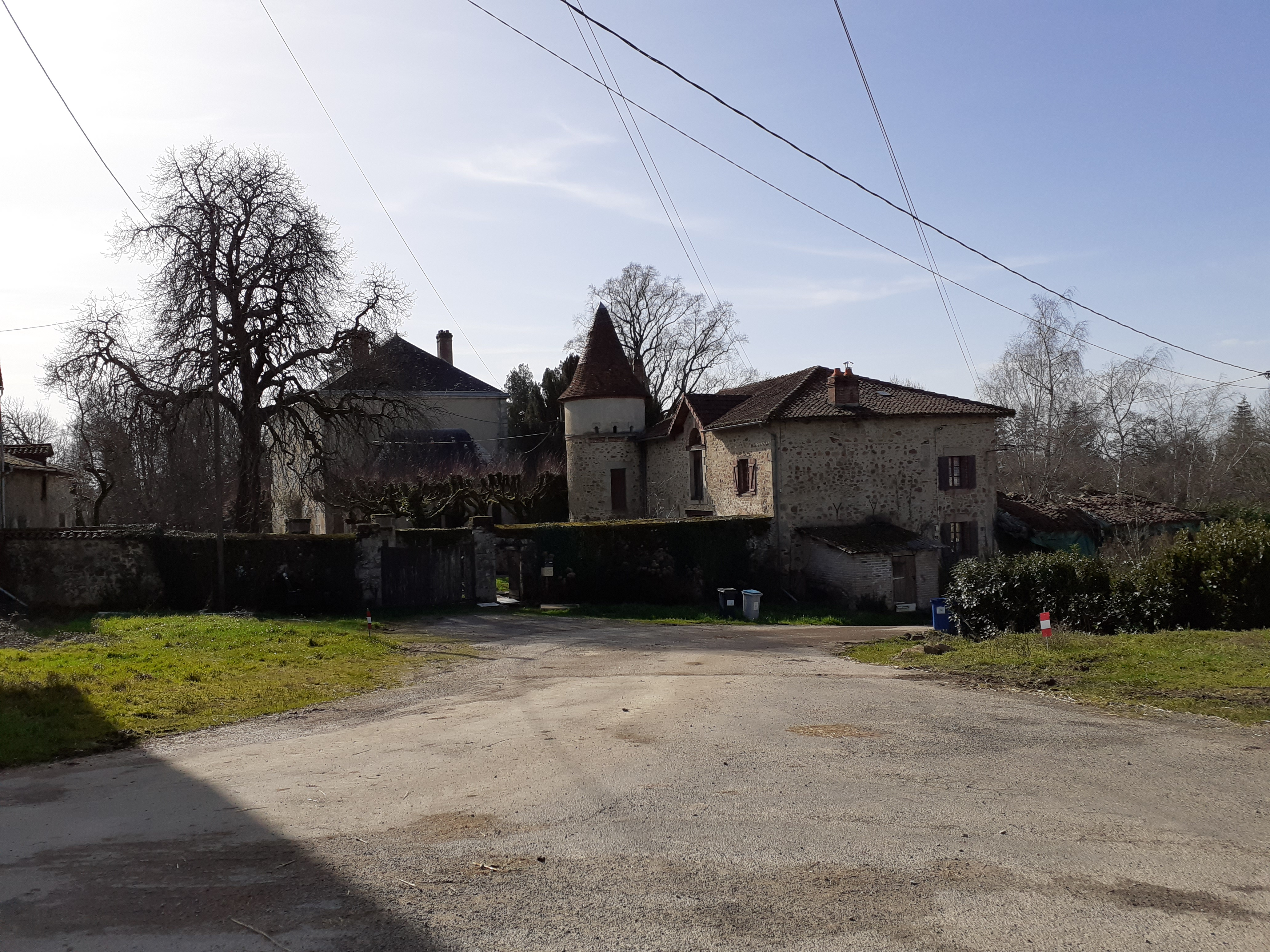
Schloss Laugerie
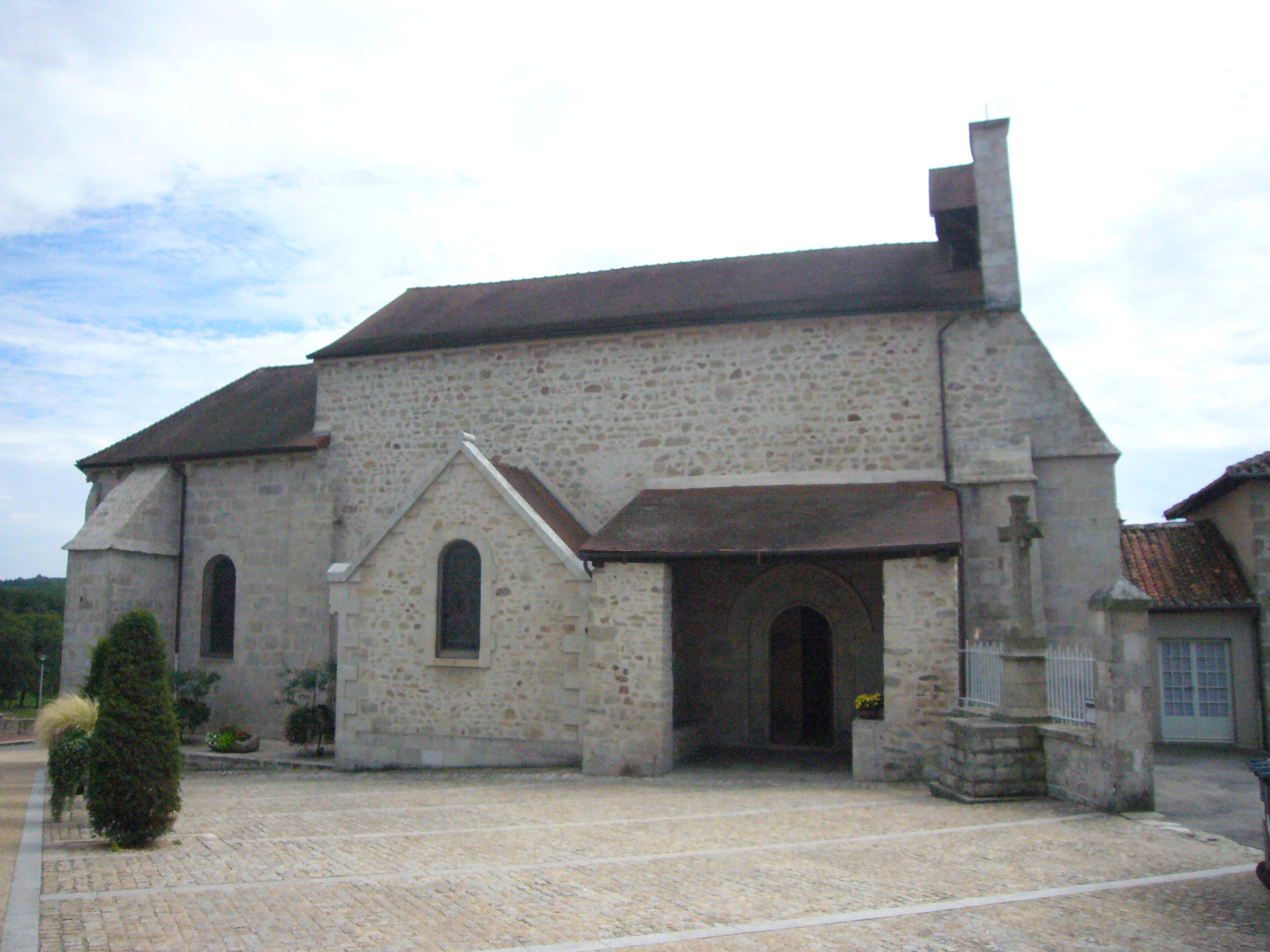
Pfarrkirche Saint-Léger, Saint-Clair

## Städtepartnerschaften
Feytiat unterhält Partnerschaften mit der Stadt Leun in Deutschland und Arenys de Munt in Spanien.